# Christuskirche (Borkum)

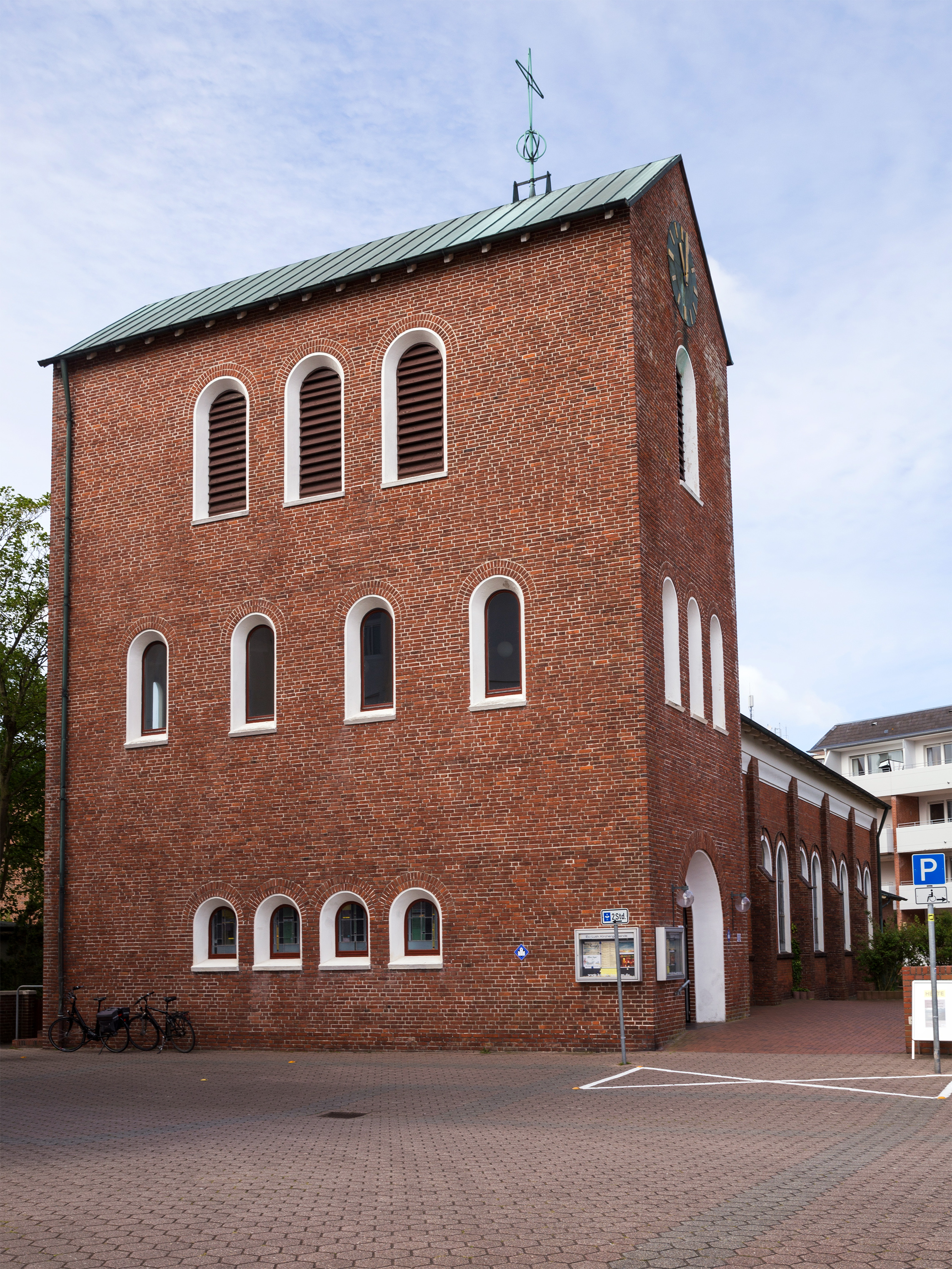
Im Vordergrund das Westwerk der Christuskirche Borkum, dahinter das Kirchenschiff

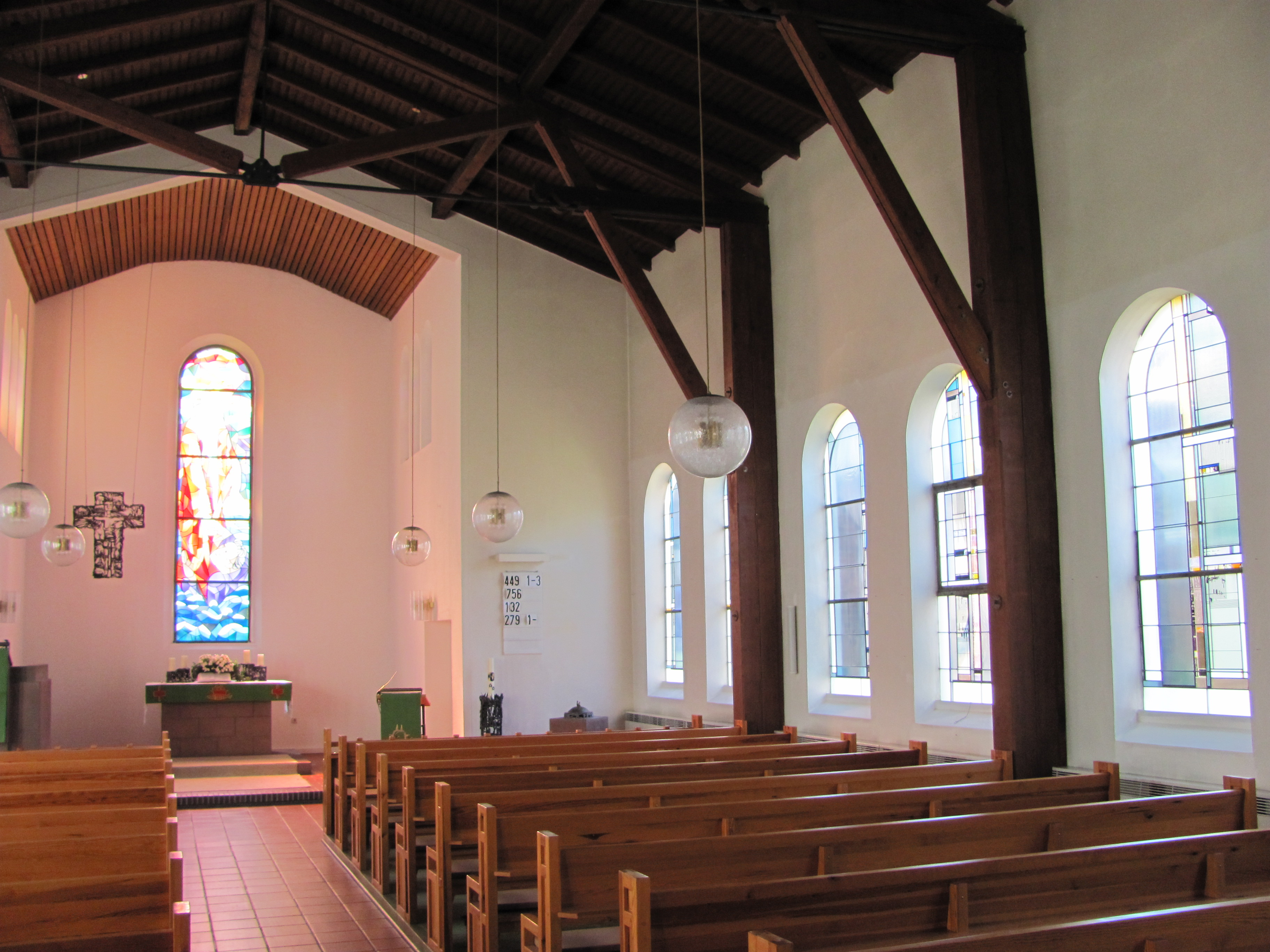
Innenraum

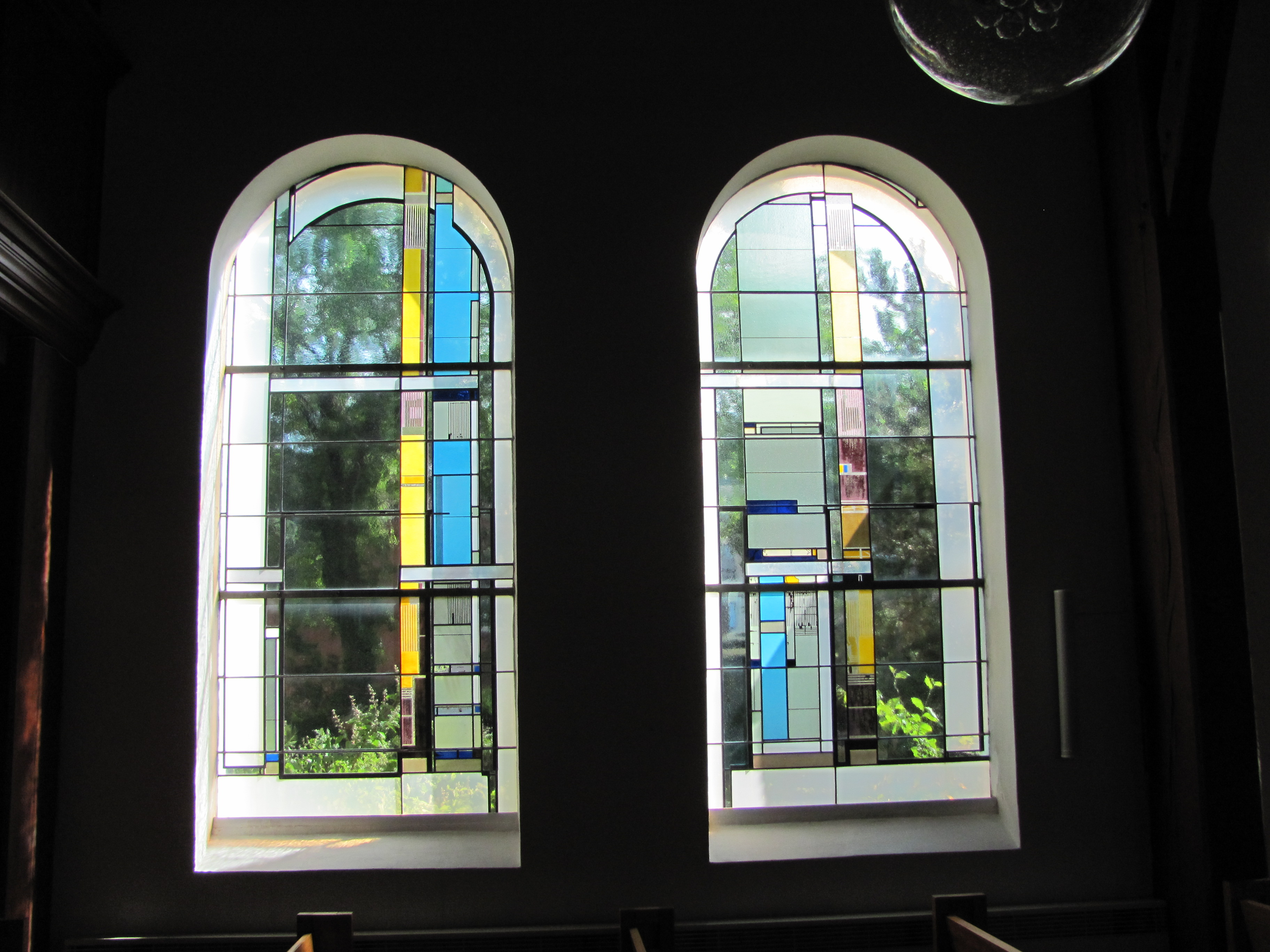
Buntglasfenster im Kirchenschiff

Die Christuskirche in Borkum ist das evangelisch-lutherische Gotteshaus auf der ansonsten weitgehend reformierten ostfriesischen Insel. Sie wurde 1899 erbaut.

## Geschichte

### Gemeinde
Die Borkumer Bevölkerung war unter dem politischen und kulturellen Einfluss der Niederlande seit der Reformation meist evangelisch-reformiert. Wenige Lutheraner sind seit dem 16. Jahrhundert auf der Insel nachgewiesen. Erst durch den im 19. Jahrhundert einsetzenden Bädertourismus zogen evangelisch-lutherische und römisch-katholische Christen zu. 1860 wohnten zehn lutherische Familien auf Borkum, die eine eigenständige Gemeinde gründen wollten. Hinzu kamen saisonal Badegäste lutherischer Konfession.
Die Betreuung der evangelisch-lutherischen Bevölkerung erfolgte zunächst durch den ortsansässigen reformierten Pfarrer. 1895 schenkte A. Butenberg den Lutheranern einen Bauplatz, um eine Kirche zu errichten. Bei einer Versammlung der Lutheraner der Insel gründeten am 7. Mai 1897 39 Familienhäupter in Köhlers Dorfhotel die Lutherische Vereinigung unter dem Vorsitz von Wilhelm Oppermann. Den ersten Gottesdienst feierte die Vereinigung am 16. Oktober 1898 im Speisesaal des Hotels Eltze. Am 24. Juli 1903 wurde die lutherische Kirchengemeinde Borkums urkundlich eingetragen und im Jahre 1905 das Pfarrhaus errichtet.
1920 wurde Ludwig Münchmeyer Pastor der evangelisch-lutherischen Kirchengemeinde auf Borkum. Er tat sich durch antisemitische Hetzreden hervor und förderte so den Bäder-Antisemitismus – also die Ausgrenzung jüdischer Gäste – lange vor 1933. Reichsweites Aufsehen erregte er im sogenannten „Münchmeyer-Prozess“, in dessen Verlauf er sich 1926 gezwungen sah, sein Amt als Pastor aufzugeben.

### Kirchengebäude

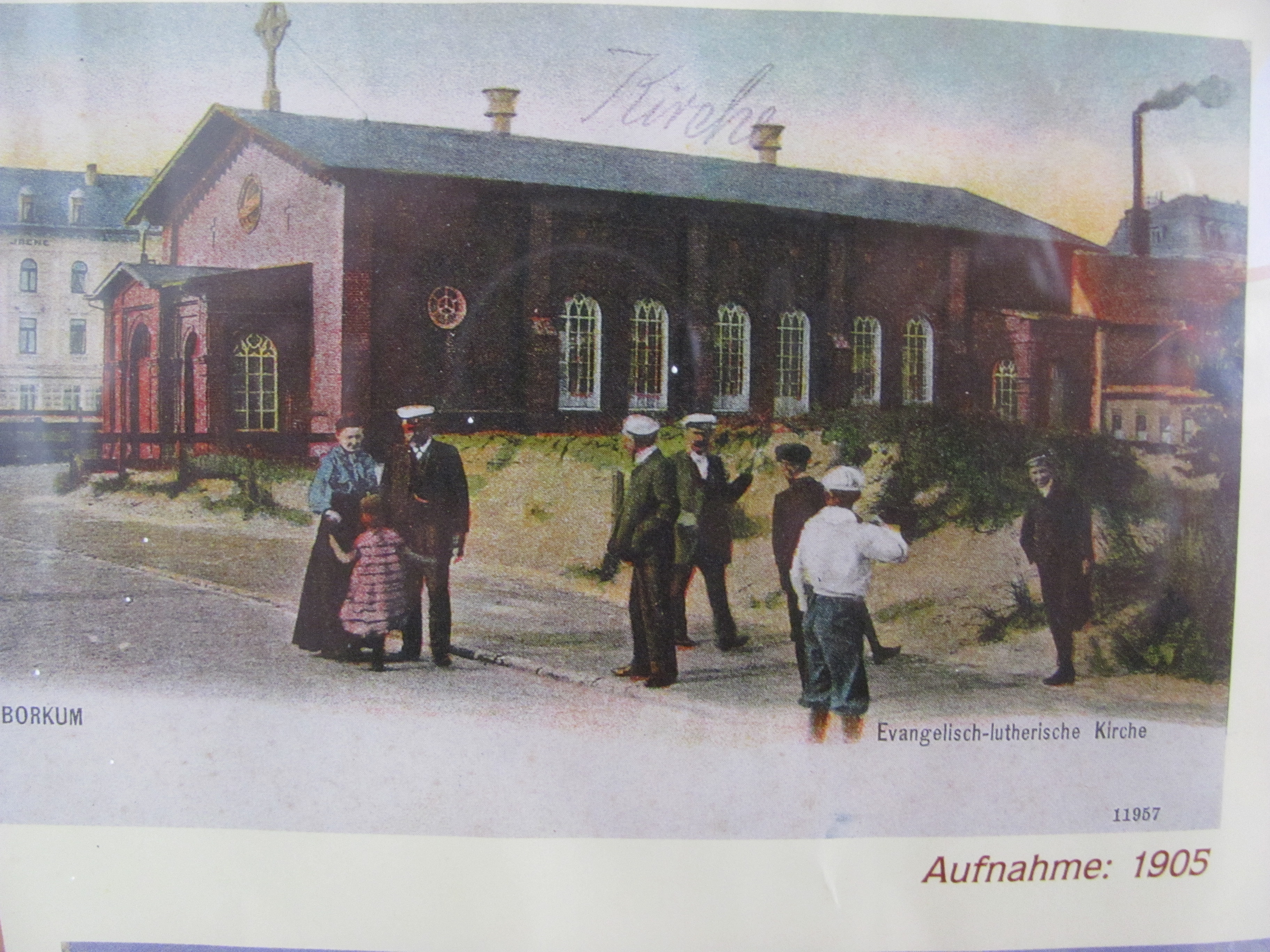
Historische Ansicht von 1905

Für den Kirchbau erbat die Gemeinde bei Badegästen und der Inselbevölkerung Spenden. Am 24. April 1899 konnte mit dem Bau begonnen werden, der innerhalb von zweieinhalb Monaten abgeschlossen wurde. Die Einweihungsgottesdienst fand am 9. Juli 1899 statt. Das Gebäude wurde aus Backsteinen als lang-rechteckiger Bau errichtet, mit dem Eingang im Osten und einem rechteckigen Chor im Westen. Die beiden Längswände werden durch je acht Rundbogenfenster, von denen immer zwei paarweise zusammengefasst sind, gegliedert. Das sehr schlicht und funktional gehaltene historistische Gebäude erinnerte in Konstruktion und Aussehen an ein Straßenbahndepot.
Ab 1958 wurde die Kirche umgestaltet. In diesem Jahr erhielt sie zunächst ein Westwerk (östlich des Kirchenschiffs) in gemäßigtem Heimatstil, dessen Erdgeschoss als Eingangshalle dient, dessen erstes Obergeschoss Raum für eine Orgelempore schuf und dessen oberes Stockwerk als Glockenturm dient. Dieser Umbau behob den sehr säkularen Eindruck, den der ursprüngliche Bau erweckte. 1961 wurde dann auch der Altarraum neu gestaltet und erhielt zeitgemäße Buntglasfenster. Auf der neuen Empore wurde 1959/1960 die erste Orgel errichtet, die 1980 durch das heutige Instrument ersetzt wurde.
1998 wurde der Innenraum der Kirche erneut umfassend renoviert.

## Ausstattung
Das Fenster im Altarraum mit dem Motiv des sinkenden Petrus wurde 1961 von Willy Oeser geschaffen. 1998 erhielten die Fenster des Kirchenschiffs eine Verglasung mit modernen Buntglasfenstern des Glasmalers Günter Grohs aus Wernigerode. Links von dem Fenster ist ein Metall-Kreuz aufgehängt, das von 1981 von Hilko Schomerus gestaltet wurde. Es nimmt zahlreiche alttestamentliche Motive auf, die den Gekreuzigten umrahmen.
Nachdem der Gemeindegesang jahrzehntelang von einem Harmonium unten im Altarraum begleitet worden war, erhielt die Kirche 1959/1960 eine kleine Orgel der Firma Kemper aus Lübeck. Rudolf Janke aus Bovenden baute 1980 die heutige Orgel mit 16 Registern auf zwei Manualen und Pedal in barocker Stimmung. 2016 wurde die Orgel durch das Orgelbauunternehmen Flentrop aus Amsterdam renoviert.

## Glocken
Im Westwerk hängen heute vier Bronzeglocken der Glockengießerei Otto aus Bremen-Hemelingen. Die Glocken wurde 1958 gegossen. Sie haben die Schlagtonreihe g1 – a1 – b1 – c2. Ihre Durchmesser sind: 1028 mm, 915 mm, 864 mm und 770 mm. Sie wiegen ca. 680 kg, 480 kg, 310 kg und 280 kg.
| Glocke              | I    | II  | III | IV  |
| ------------------- | ---- | --- | --- | --- |
| Durchmesser in mm   | 1028 | 915 | 864 | 770 |
| Gewicht in kg (ca.) | 680  | 480 | 410 | 280 |
| Schlagton           | g1   | a1  | b1  | c2  |